# 日出大道
日出大道（英語：Sunrise Boulevard）是香港新界西貢區將軍澳新市鎮東南日出康城的一條私家道路，東端與環保大道連接，延伸至西端連接環澳路路口為止，全長大約300米。
此外，日出大道也是日出康城的其中一個車輛出入口，車速限制為每小時50公里，並由港鐵公司管理。在將軍澳跨灣連接路工程完成後，環澳路一端路口亦已開放。

## 交匯道路
- 環保大道
- 首都徑
- 領都、領峯及領凱的屋苑道路
- THE LOHAS康城上落客區及商場停車場出入口
- MARANI停車場出入口暨THE LOHAS康城貨物裝卸區出入口
- 環澳路
- 將軍澳跨灣連接路
- 石角路

## 沿線建築物
- 日出康城第1期首都
- 日出康城第2期領都
- 日出康城第4期晉海
- 日出康城第6期LP6
- 日出康城第9期MARANI
- 日出公園
- The LOHAS 康城